# Edificio Sánchez de León
El edificio Sánchez de León se encuentra situado en la calle San Vicente número 2 esquina con calle Santa Catalina, en el centro histórico de Valencia (España).

## Edificio
Es obra del maestro de obras valenciano Lucas García Cardona en 1896. Su estilo es ecléctico con elementos ornamentales de inspiración francesa y algún detalle del modernismo valenciano. Fue construido a instancias de Pedro Sánchez de León. Es uno de los edificios más destacados de los que realizó Lucas García Cardona.
El edificio consta de planta baja, cuatro alturas y ático. En la fachada destacan el doble entresuelo, las columnas de hierro fundido, el mirador acristalado en la segunda y tercera altura y el cupulino con óculos en el chaflán.